# Settecamini
Settecamini è la sesta zona di Roma nell'Agro romano, indicata con Z. VI.
Il toponimo indica anche una frazione di Roma Capitale e la zona urbanistica 5L del Municipio Roma IV.

## Geografia fisica

### Territorio
Si trova nell'area est del comune, a ridosso ed esternamente al Grande Raccordo Anulare, sul lato est della via Nomentana, al confine con il comune di Guidonia Montecelio.
La zona confina:
- a nord con la zona Z. V Tor San Giovanni[1]
- a est con il comune di Guidonia Montecelio
- a sud con le zone Z. X Lunghezza[2] e Z. IX Acqua Vergine[3]
- a ovest con il quartiere Q. XXX San Basilio[4]

La zona urbanistica confina:
- a nord con la zona urbanistica 5I Sant'Alessandro
- a est con il comune di Guidonia Montecelio
- a sud con le zone urbanistiche 8E Lunghezza e 8D Acqua Vergine
- a ovest con le zone urbanistiche 5F Tor Cervara e 5E San Basilio

## Storia
Nasce come borgata rurale ai primi del novecento su territori di proprietà del duca Leopoldo Torlonia.
Furono edificate dallo Stato alcune case con terreno agricolo annesso e furono assegnate ai combattenti reduci della prima guerra mondiale.
In epoca medievale la località veniva chiamata "Campo dei Sette Fratelli" o "Forno dei Septe Fratri" in relazione alla leggenda di santa Sinforosa e dei suoi sette figli fatti uccidere dall'imperatore Adriano (Crescente, Eugenio, Giuliano, Giustino, Nemesio, Primitivo e Statteo).
Successivamente venne chiamata Forno o Osteria del Forno in riferimento al casale posto a sud della Tiburtina, che oggi viene indicato come Casale di Settecamini.
Il toponimo attuale inizia a essere usato solo a partire dalla seconda metà dell'800 e il dizionario toponomastico lo indica derivante: «Da sette camini su di un caseggiato chiamato "il Fornaccio"».

## Monumenti e luoghi d'interesse

### Architetture civili
- Casale del Cavaliere, su via del Casale del Cavaliere. Casale medioevale. 41.93018°N 12.659983°E
- Casale di Pratolungo, su viale della Torre di Pratolungo. Casale medioevale.[6] 41.943059°N 12.606802°E
- Torre di Pratolungo, su viale della Torre di Pratolungo. Torre medioevale. 41.942699°N 12.606878°E
- Ponte di Pratolungo, ponte medioevale sul fosso di Pratolungo. 41.93959°N 12.604077°E
- Torraccia di Sant'Eusebio. Torre del XIII secolo. 41.927381°N 12.609328°E
- Torre di Ponticello, a circa 1,2 km a nord del bivio di via Tiburtina con via di Settecamini. Torre del XIV secolo.[7] 41.94956°N 12.623388°E
- Casale di Sant'Eusebio o Casale di Campo Marzio, su via Torre Sant'Eusebio. Casale con torre del XIII secolo. 41.926701°N 12.614635°E
- Casale delle Vittorie o Casal Vecchio, su via del Casale delle Vittorie. Casale del XVI secolo. 41.964707°N 12.61793°E
- Fontanile di Sant'Onesto, fra via Forno Casale e via Marco Simone. Fontane del XVI secolo.[8] 41.951027°N 12.641353°E
- Casale Forno, su via Tiburtina altezza bivio via di Settecamini. Casale del XVII secolo.[9] 41.938167°N 12.620817°E
- Casale Bonanni, su via del Casale Bonanni. Casale del XX secolo. 41.939088°N 12.615017°E

### Architetture religiose
- Basilica di Sant'Alessandro, su via Nomentana. Basilica originale del II secolo, struttura attuale del IV secolo. 41.96228°N 12.594042°E

Basilica edificata sopra le catacombe di Sant'Alessandro nel territorio della omonima chiesa parrocchiale.
- Chiesa di San Francesco, al bivio di via Tiburtina e via di Casal Bianco. Chiesa del XVIII secolo. 41.938213°N 12.621379°E

Chiesa in stile tardo barocco, interno semplice a navata unica.
- Chiesa di Santa Maria dell'Olivo, su piazza di Santa Maria dell'Olivo. Chiesa del XX secolo. 41.939678°N 12.622793°E

Parrocchia eretta il 1º gennaio 1926 con il decreto del cardinale vicario Basilio Pompilj "Cum Summus Pontifex".
- Chiesa di Sant'Alessio, su via Valle Castellana. Chiesa del XX secolo. 41.930889°N 12.646005°E

Parrocchia eretta il 21 marzo 1982 con il decreto del cardinale vicario Ugo Poletti "La situazione religiosa".
- Chiesa di Sant'Enrico, su viale Ratto delle Sabine. Chiesa del XX secolo. 41.94572°N 12.60125°E

Parrocchia eretta il 20 ottobre 1989 dal cardinale vicario Ugo Poletti.

### Siti archeologici
- Villa di via Carciano, su via Carciano. Villa del II secolo a.C.[11] 41.93096°N 12.612698°E
- Villa della Torre di Sant'Eusebio, su via Carciano. Villa del II secolo a.C.[12] 41.930417°N 12.614409°E

Villa definitivamente distrutta nel 1991 a seguito di urbanizzazione; si trovava a circa 400 m a nord della torre di Sant'Eusebio.
- Villa di Casal Bianco (sito 2), su via di Casal Bianco. Villa del II secolo a.C.[13] 41.940885°N 12.62659°E

Area adibita a parco giochi.
- Villa a Sant'Alessandro (sito C), su via Cielo D'Alcamo (via Nomentana IX miglio). Villa del II secolo a.C.[14] 41.960725°N 12.597083°E
- Villa a Sant'Alessandro (sito A), su via Dante da Maiano (via Nomentana VIII miglio). Villa del I secolo a.C.[15] 41.960885°N 12.603992°E
- Villa di Casale Bonanni, su via del Casale Bonanni. Villa del I secolo a.C.[16] 41.94322°N 12.615768°E
- Villa di Casal Bianco, su via di Casal Bianco (via Tiburtina IX-X miglio). Villa del I secolo a.C.[17] 41.942681°N 12.631963°E
- Complesso termale-ninfeo, su via Forno Casale, a sud del fosso del Fornaccio. Terme del I secolo a.C. e ninfeo del III/IV secolo.[8]
- Latomie di Salone e Cervara, fra via di Salone e via delle Case Rosse. Latomie dell'età repubblicana.[18] 41.92492°N 12.630596°E
- Sepolcro a via Marcellina. Sepolcro dell'età imperiale. 41.937441°N 12.609358°E
- Sepolcri di via Nomentana, su via Nomentana angolo via di Prato Lauro. Sepolcri dell'età imperiale. 41.968175°N 12.602689°E
- Area archeologica di Settecamini, su via Tiburtina angolo via di Casal Bianco. Complesso edilizio del I secolo.[19]
- Catacombe di Sant'Alessandro, su via Nomentana (VII miglio). Catacombe del II secolo e basilica del IV secolo.

### Altro
A Settecamini
- Villa romana di Monte dello Spavento-Necropoli-Santuario. La zona è di età arcaica medio-repubblicana. Il santuario è stato individuato dalle strutture e dal materiale rinvenuto. La necropoli è posta a nord-ovest del santuario. Dei piccoli edifici rettangolari sono siti nella zona.[20]
- Colombario, scoperto tra via Colsereno e via Tiburtina antica. Il colombario è in tufo.[21]
- Inoltre nel quartiere vi sono i seguenti edifici:
  - presso il civico 98 di via Casal Bianco, presso via Tiburtina antica, in proprietà privata, è stato rinvenuto un mausoleo utilizzato nel medioevo come torre di vedetta[22]
  - presso via Tiburtina antica sono stati trovati dei sepolcri antichi[23]
  - un'altra villa romana con resti di strutture pertinenti[24]
  - un'altra villa romana ancora adiacente a strutture termali sita presso via Tiburtina antica, questa villa è stata scoperta grazie ad insediamenti di industrie moderne[25]
  - il Casale Pisciarelli, un casale di bonifica[26]

A Casal Monastero
- Santuario di Casal Monastero Nuovo. Una stipe votiva di un santuario rustico risalente ad un periodo situato tra la fine del IV e la metà del II secolo a.C. è stata trovata nel 1983.[27]
- Casal Monastero Vecchio. Il casale è in opera listata in tufo e laterizi sul lato ovest, in opus caementicium in tufo e materiale di riciclo sugli altri lati. L'edificio è costruito su un colombario in laterizio con abside terminale e nicchie laterali. Il casale appartenne alla chiesa di Santa Maria in Monasterio. Del casale rimangono una torre quadrata con degli speroni angolari ed alcune strutture edificate su dei ruderi di una villa romana.[28] A sud est si trovano degli altri ruderi in opera listata sempre in tufo e laterizio eretti su una precedente struttura ipogea con volta a crociera.[29]

A Sant'Alessandro
- Strutture funerarie. Tra via di Cielo d'Alcamo e via Bonvesin de la Riva vi sono delle strutture forse riconducibili a delle strutture funerarie,[30] nonché su via Nomentana, presso il Raccordo Anulare vi sono delle necropoli, delle tombe e dei sepolcri.[31]

## Geografia antropica

### Urbanistica
Nel territorio di Settecamini si estendono le zone urbanistiche 5I Sant'Alessandro e l'omonima 5L.

### Suddivisioni storiche
Del territorio di Settecamini fanno parte la frazione di Case Rosse e le aree urbane di Casal Monastero, Sant'Alessandro e Setteville.

### Odonimia
Nell'area di Casal Monastero, lungo la via Nomentana, gli odonimi si riferiscono a città (antiche e moderne) della Sabina ed a personaggi correlati a questa regione (cui la stessa via Nomentana conduce), mentre altri odonimi nell'area contigua alla via Tiburtina sono stati desunti dall'antica storia di Tivoli. Le altre strade e piazze della zona sono prevalentemente dedicate a poeti e scrittori medievali, a centri dell'Abruzzo e del Molise (nella frazione di Case Rosse) ed a scienziati ed ingegneri (nell'area del Tecnopolo).

## Infrastrutture e trasporti

### Strade
- A24 dei Parchi (casello di "Settecamini - Tecnopolo Tiburtino")
- SR5 Tiburtina
- SP del Tecnopolo

### Ferrovie
Fra il 1879 e il 1934 Settecamini era servita da una stazione della tranvia Roma-Tivoli.